# Vinyasayoga
Vinyasayoga är en dynamisk yogaform. Detta innebär att yogaställningarna avlöser varandra i vad som beskrivs som ett "tempofyllt flow i kortare eller längre stunder". Flowet är kopplat till andningen. Fokus ligger både på yogaställningarna och på övergångarna mellan ställningarna. Vinyasayoga har ett högt tempo med få eller inga pauser vilket leder till högre puls än många andra typer av yoga. Det finns inget särskilt mönster som måste följas inom vinyasayoga vilket kan leda till stor variation och att passen varierar mellan olika instruktörer. Eftersom rörelserna är följsamma och kopplade till andningen är det en yoga som passar nybörjare, även om rörelserna kan bli atletiska.